# أوربانا (فرجينيا)
أوربانا (بالإنجليزية: Urbanna town, Virginia)‏ هي بلدة تقع بولاية فرجينيا في الولايات المتحدة. تبلغ مساحتها 1.32 كم2، وترتفع عن سطح البحر 6 م، بلغ عدد سكانها 476 نسمة في عام 2010 حسب إحصاء مكتب تعداد الولايات المتحدة وتصل الكثافة السكانية فيها 360.6 نسمة لكل كيلومتر مربع (933.9/ميل2).

## التركيبة السكانية
حدّد مكتب تعداد الولايات المتحدة بيانات التركيبة السكانية لأوربانا في تعداد الولايات المتحدة. في ما يلي، التركيبة السكانية حسب تعدادي 2000 و2010.

### تعداد عام 2000
بلغ عدد سكان أوربانا 543 نسمة بحسب تعداد عام 2000، وبلغ عدد الأسر 266 أسرة وعدد العائلات 161 عائلة مقيمة في البلدة. في حين سجلت الكثافة السكانية 411.4 نسمة لكل كيلومتر مربع (1,065.5/ميل2). وبلغ عدد الوحدات السكنية 354 وحدة بمتوسط كثافة قدره 268.2 لكل كيلومتر مربع (694.6/ميل2).
وتوزع التركيب العرقي للبلدة بنسبة 95.58% من البيض و3.50% من الأمريكيين الأفارقة و0.92% من عرقين مختلطين أو أكثر و0.55% من الهسبانيون أو اللاتينيون من أي عرق.
بلغ عدد الأسر 266 أسرة كانت نسبة 22.2% منها لديها أطفال تحت سن الثامنة عشر تعيش معهم، وبلغت نسبة الأزواج القاطنين مع بعضهم البعض 46.6% من أصل المجموع الكلي للأسر، ونسبة 11.7% من الأسر كان لديها معيلات من الإناث دون وجود شريك،  بينما كانت نسبة 2.3% من الأسر لديها معيلون من الذكور دون وجود شريكة وكانت نسبة 39.5% من غير العائلات. تألفت نسبة 35% من أصل جميع الأسر من عدة أفراد يعيشون في نفس المنزل ونسبة 19.5% كانت تتألف من شخص يعيش بمفرده يبلغ من العمر 65 عاماً أو أكثر. وبلغ متوسط حجم الأسرة المعيشية 2.04، أما متوسط حجم العائلات فبلغ 2.61.
بلغ العمر الوسطي للسكان 48.7 عاماً. وكانت نسبة 18.6% من القاطنين تحت سن الثامنة عشر، وكانت نسبة 3.7% بين الثامنة عشر والرابعة والعشرين عاماً، ونسبة 21.4% كانت واقعةً في الفئة العمرية ما بين الخامسة والعشرين والرابعة والأربعين عاماً، ونسبة 30.9% كانت ما بين الخامسة والأربعين والرابعة والستين، ونسبة 25.4% كانت ضمن فئة الخامسة والستين عاماً فما فوق. يوجد لكل 100 أنثى 70.2 ذكر، ويوجد لكل 100 أنثى في الثامنة عشر من عمرها فما فوق 73.3 ذكر.
بلغ متوسط دخل الأسرة في البلدة 42,054 دولارًا، أما متوسط دخل العائلة فبلغ 49,583 دولارًا. وكان متوسط دخل الذكور 33,214 دولارًا مقابل 28,375 دولارًا للإناث. وسجل دخل الفرد الخاص بالبلدة 32,944 دولارًا. وكانت نسبة 4.6% من العائلات ونسبة 4.7% من السكان تحت خط الفقر، وكان من هؤلاء نسبة 6.3% تحت سن الثامنة عشر ونسبة 2.3% في الخامسة والستين من العمر وما فوق.

### تعداد عام 2010
بلغ عدد سكان أوربانا 476 نسمة بحسب تعداد عام 2010، وبلغ عدد الأسر 238 أسرة وعدد العائلات 133 عائلة مقيمة في البلدة. في حين سجلت الكثافة السكانية 360.6 نسمة لكل كيلومتر مربع (933.9/ميل2). وبلغ عدد الوحدات السكنية 368 وحدة بمتوسط كثافة قدره 278.8 لكل كيلومتر مربع (722.1/ميل2).
وتوزع التركيب العرقي للبلدة بنسبة 90.55% من البيض و7.35% من الأمريكيين الأفارقة و0.63% من الأمريكيين ذوي الأصول الآسيوية و1.47% من عرقين مختلطين أو أكثر.
بلغ عدد الأسر 238 أسرة كانت نسبة 20.2% منها لديها أطفال تحت سن الثامنة عشر تعيش معهم، وبلغت نسبة الأزواج القاطنين مع بعضهم البعض 42% من أصل المجموع الكلي للأسر، ونسبة 10.1% من الأسر كان لديها معيلات من الإناث دون وجود شريك،  بينما كانت نسبة 3.8% من الأسر لديها معيلون من الذكور دون وجود شريكة وكانت نسبة 44.1% من غير العائلات. تألفت نسبة 40.8% من أصل جميع الأسر من عدة أفراد يعيشون في نفس المنزل ونسبة 23.1% كانت تتألف من شخص يعيش بمفرده يبلغ من العمر 65 عاماً أو أكثر. وبلغ متوسط حجم الأسرة المعيشية 1.97، أما متوسط حجم العائلات فبلغ 2.64.
بلغ العمر الوسطي للسكان 54.0 عاماً. وكانت نسبة 16% من القاطنين تحت سن الثامنة عشر، وكانت نسبة 6.7% بين الثامنة عشر والرابعة والعشرين عاماً، ونسبة 16% كانت واقعةً في الفئة العمرية ما بين الخامسة والعشرين والرابعة والأربعين عاماً، ونسبة 32.6% كانت ما بين الخامسة والأربعين والرابعة والستين، ونسبة 28.8% كانت ضمن فئة الخامسة والستين عاماً فما فوق. وتوزع التركيب الجنسي للسكان بنسبة 42.9% ذكور و57.1% إناث.

## وصلات خارجية
- الموقع الرسمي